# Vlag van Albanië
De vlag van Albanië (Albanees: Flamuri i Republikës së Shqipërisë) bestaat uit een rood veld met een tweekoppige zwarte adelaar. Albanië nam de huidige vlag op 7 april 1992 aan, maar veranderde op 22 juli 2002 de donkerrode kleur voor een lichtrode versie.

## Ontwerp
De hoogte-lengte-verhouding is 5:7. Op zee worden andere vlaggen gebruikt, allen met een ratio van 2:3: de handelsvlag bestaat uit drie horizontale banden in de kleurencombinatie rood-zwart-rood (ratio 2:3), de dienstvlag ter zee toont een zwarte dubbelkoppige adelaar boven een blauwe horizontale band op een wit veld en de oorlogsvlag ter zee bestaat uit een zwarte dubbelkoppige adelaar boven een rode horizontale band op een wit veld.

## Betekenis
In 1912, het jaar dat het moderne Albanië werd gesticht, werd een volledig rood veld met daarop een zwarte adelaar afgebeeld als nationale vlag. Het rood staat voor moed, kracht en bloed dat is vergoten voor de Albanese etniciteit. De zwarte adelaar verwijst in deze vlag naar de betekenis van het land in eigen taal Shqipëria, wat in het Albanees 'land van de adelaar' betekent.

## Geschiedenis

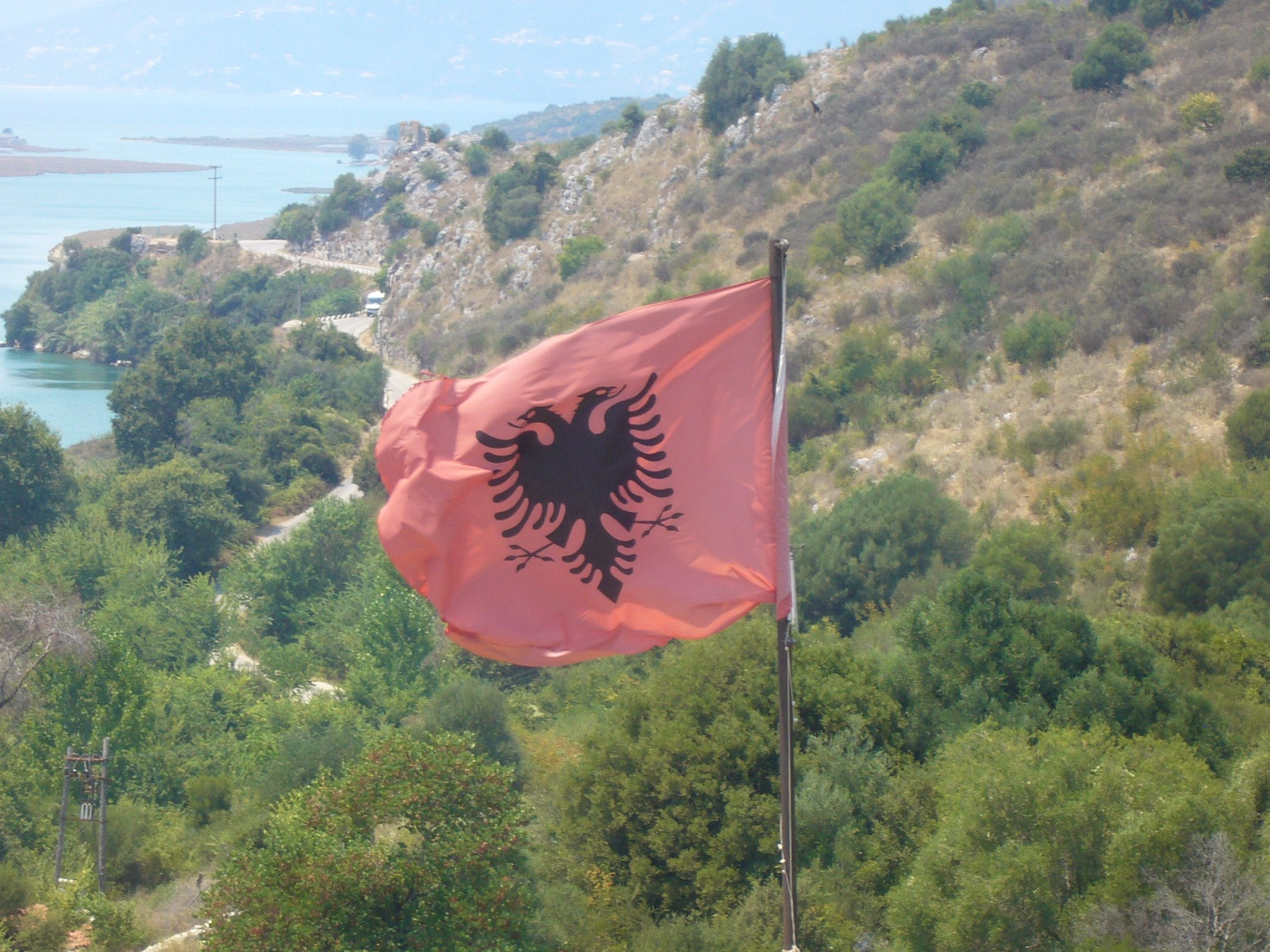
Wapperende Albanese vlag in Butrint

De tweekoppige adelaar, een verwijzing naar het Byzantijnse Rijk, werd gedurende de middeleeuwen door verschillende Albanese adellijke families gebruikt als wapen. De Progoni-dynastie nam als eerst een adelaar aan in 1190 tijdens de stichting van de eerste Albanese staat, het vorstendom Arbër. Hierna werd de adelaar ook door andere Albanese heersers gebruikt maar verschilde de kleur van de adelaar wel een aantal keer. Voordat het middeleeuwse Albanië zou worden veroverd door het Ottomaanse Rijk was het rood-zwarte wapen van de Kastrioti-dynastie de vlag van het Albanese vorstendom.
Na de Albanese onafhankelijkheid van het Ottomaanse Rijk in 1912 werd in Vlorë een donkerrode vlag met een zwarte adelaar aangenomen als verwijzing naar Skanderbeg en de Kastrioti-dynastie.
Gedurende de korte tijd dat Albanië een monarchie was (1913-1914) gebruikte het land een rode vlag met een grote tweekoppige adelaar onder een witte ster. In september 1914 kwam het land onder een regentschap van een internationale commissie. Hoewel de vlag van de monarchie de officiële vlag bleef, werd een rode vlag met een andere dubbelkoppige adelaar (zonder ster) als de-facto-vlag gebruikt.
Nadat het land in de Eerste Wereldoorlog bezet was door Oostenrijk-Hongarije en vervolgens in 1918 opnieuw bezet werd door Frankrijk en Italië, werd Albanië in 1920 een republiek. Deze nam ook een rode vlag met een adelaar aan, waarbij de vormgeving van de adelaar vernieuwd werd ten opzichte van de vlag van de monarchie. In 1928 werd het land een koninkrijk en werd de adelaar weer aangepast. Dit gebeurde in 1934 opnieuw, waarbij ook de kleur rood van het veld feller gemaakt werd.
In 1939 werd Albanië na een korte oorlog een protectoraat van Italië, waarbij Albanië weer een nieuwe vlag ging gebruiken. In 1943 bezetten de Duitsers het land en werd de vlag weer vernieuwd.
De volksrepubliek Albanië voerde van 1946 tot 1991 een vlag die veel leek op de huidige vlag. Boven de adelaar bevond zich een gele ster. 
Op 7 april 1992 werd de adelaar iets aangepast en verdween door de val van het communisme tevens de gele ster. Op 22 juli 2002 werd het donkerrode veld vervangen door een lichtrood veld.

## Historische vlaggen

### Chronologisch

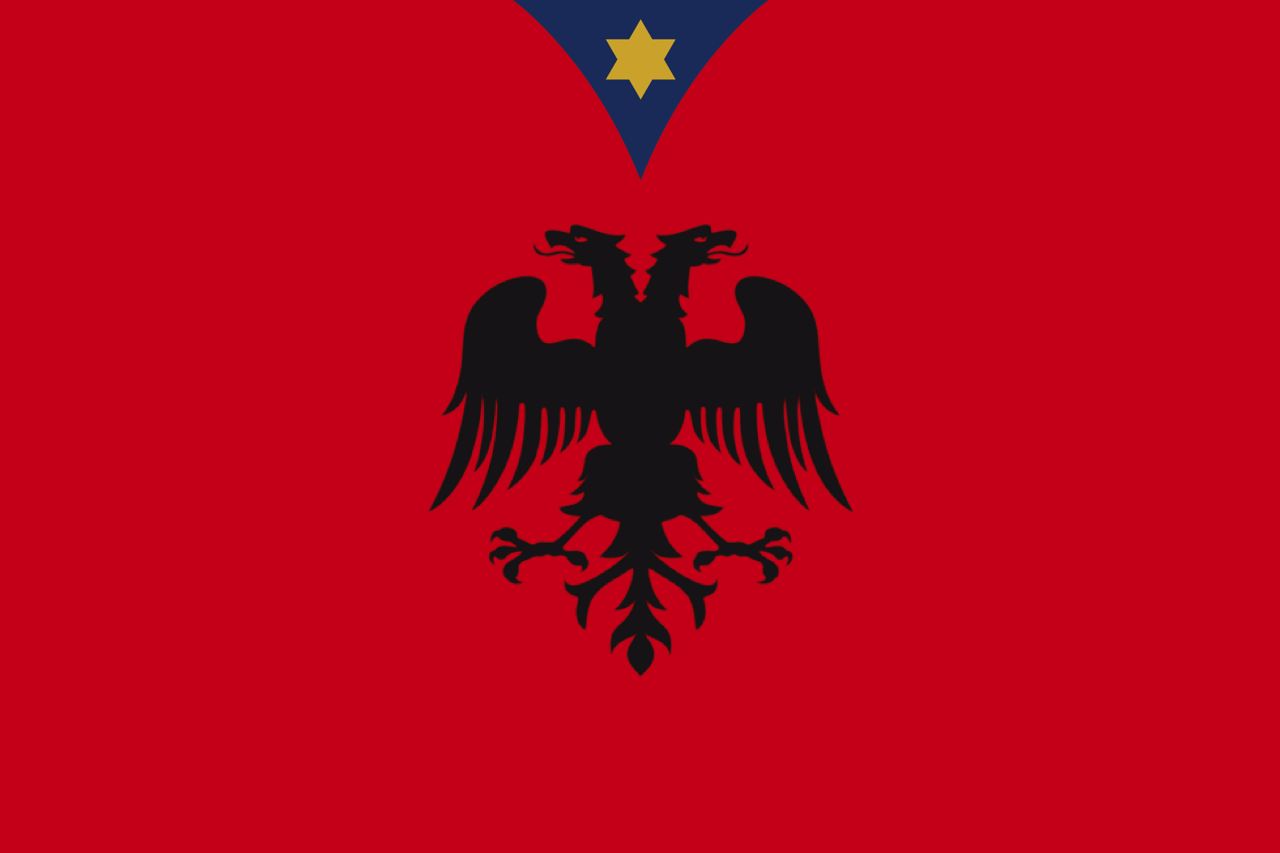
Vlag van de Liga van Lezhë (1444-1479)
Vlag van onafhankelijk Albanië (1912–1914)
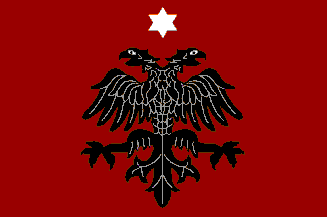
Alternatieve vlag van onafhankelijk Albanië (1912)
Vlag van het Vorstendom Albanië (1914–1920)
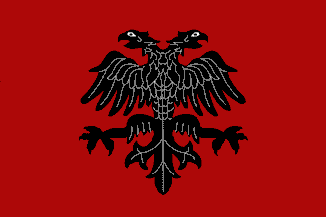
De facto vlag van het Vorstendom Albanië (Sep 1914-1915)
Vlag van het Vorstendom Albanië (1920–1925) en de Albanese Republiek (1925–1926)
Vlag van de Albanese Republiek (1926–1928)
Vlag van het Koninkrijk Albanië (1928–1934)
Vlag van het Koninkrijk Albanië (1934–1939)
Vlag van het Italiaans protectoraat Albanië (1939–1943)
Vlag van Albanië tijdens de Duitse bezetting (1943-1944)
Vlag van de Democratische regering van Albanië (1944–1946)
Vlag van de Volksrepubliek Albanië (1946-1976) en de Socialistische Volksrepubliek Albanië (1976–1991)
Vlag van de Republiek Albanië (1992–2002)
Vlag van de Republiek Albanië (2002–heden)

### Vlaggen en standaarden

Handelsvlag (1945-1992)
Oorlogsvlag ter zee (1946-1954)
Oorlogsvlag ter zee (1954-1958)
Oorlogsvlag ter zee (1958-1992)
Dienstvlag ter zee (1958-1992)
Vlag van de kustwacht (1958-1992)
Presidentiële standaard (1946-1992)
Presidentiële standaard (1992-2002)
Handelsvlag (1992-heden)
Oorlogsvlag ter zee (1992-heden)
Dienstvlag ter zee (1992-heden)
Vlag van de kustwacht (1992-heden)
Presidentiële standaard (2002-heden)
Vlag van de Albanese politie

### Overige vlaggen

Vlag van de Albanese moslims in het eerste kwart van de 19e eeuw
Latijnse, meestal Albanese koopvaardijvlag 1453-1793 van Ottomaans Albanië
Vlag van de Centraal-Albanese Republiek, een kortstondige niet erkende-republiek in 1913-1914
Vlag van de Autonome Albanese Republiek Korçë, een autonome staat (1916-1920)
Vlag van de Republiek Mirdita, een kortstondige niet erkende-republiek in 1921
Vlag van het Italiaans protectoraat Albanië met kroon van het Huis Savoye
Vlag van de Albanese minderheid in Joegoslavië (Socialistische Autonome Provincie Kosovo)
Vlag van de Republiek of Kosova, een zelfverklaarde staat in 1992 op het grondgebied van de provincie Kosovo en Metohija (Servië)
Vlag van de Albanese guerrillaorganisatie UÇK, actief in Kosovo (1993-1999)
Vlag van Dardania, die werd gebruikt als vlag van Kosovo en presidentiële vlag onder UNMIK, ontworpen door Ibrahim Rugova.
Vlag van Kosovo (2008-heden), vertegenwoordigt de Kosovaarse Albanezen en de vijf minderheden in Kosovo